# Knecht (wielrennen)

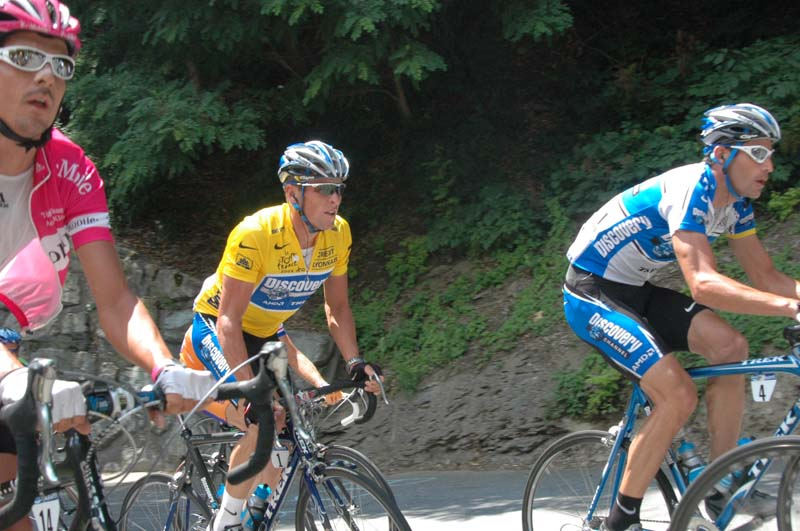
George Hincapie (r) doet knechtwerk voor Lance Armstrong (geel) in de Tour van 2005 (Courchevel-Briançon).

Een knecht is in de wielersport een renner die de kopman van een wielerploeg in wedstrijden bijstaat. Slechts bij uitzondering zal een knecht voor eigen kansen rijden: doorgaans zal deze alles in het werk stellen om de kopman de wedstrijd te laten winnen. Het werk van een knecht (het "knechten") bestaat onder andere uit het doen van kopwerk (voorop rijden in het peloton) om een vlucht van een ander ongedaan te maken; het maken van tempo (meestal samen met andere knechten) om concurrenten af te matten; het uit de wind houden van de kopman; het aantrekken van de sprint; het halen van water bij de volgwagen en het bijstaan van de kopman bij pech (bijvoorbeeld door een wiel af te staan of de kopman op sleeptouw te nemen terug naar het peloton). 

## Lead-out
Tijdens een massasprint in de laatste kilometers is de belangrijkste taak van de knechten om ontsnappingen onmogelijk te maken en voor de sprinter uit de ploeg de sprint aan te trekken. Dit betekent doorgaans dat het tempo door meerdere knechten afwisselend hoog gehouden wordt, zodat niemand uit de groep kan ontsnappen. Hierbij worden snelheden van over de 60 kilometer per uur gehaald. Soms vormen de knechten en de sprinter samen een 'treintje'. In de laatste kilometer moet dan één knecht – die daartoe gespecialiseerd is – de sprint aantrekken (tempo maken voor de sprinter uit). Deze laatste knecht wordt ook wel lead-out genoemd. In de laatste 100 à 200 meter kan de sprinter dan het karwei afmaken.

## Meesterknecht
Een meesterknecht of superknecht is de voornaamste knecht van een kopman. Vooral in bergetappes spelen meesterknechten een belangrijke rol. Ze komen later in actie dan de andere knechten en moeten hun kopman zo lang mogelijk bijstaan en helpen. Ze kunnen bijvoorbeeld kopwerk verrichten om hun kopman terug te brengen of juist een kopgroep uit te dunnen. Hoewel een meesterknecht zelf ook goede resultaten zou kunnen behalen als hij voor zichzelf zou rijden, zet hij zich helemaal in voor zijn kopman. Een voorbeeld is Roberto Heras, die Lance Armstrong naar meerdere (later geschrapte) Tourzeges leidde, maar zelf vier keer de Ronde van Spanje wist te winnen.

## Waterdrager

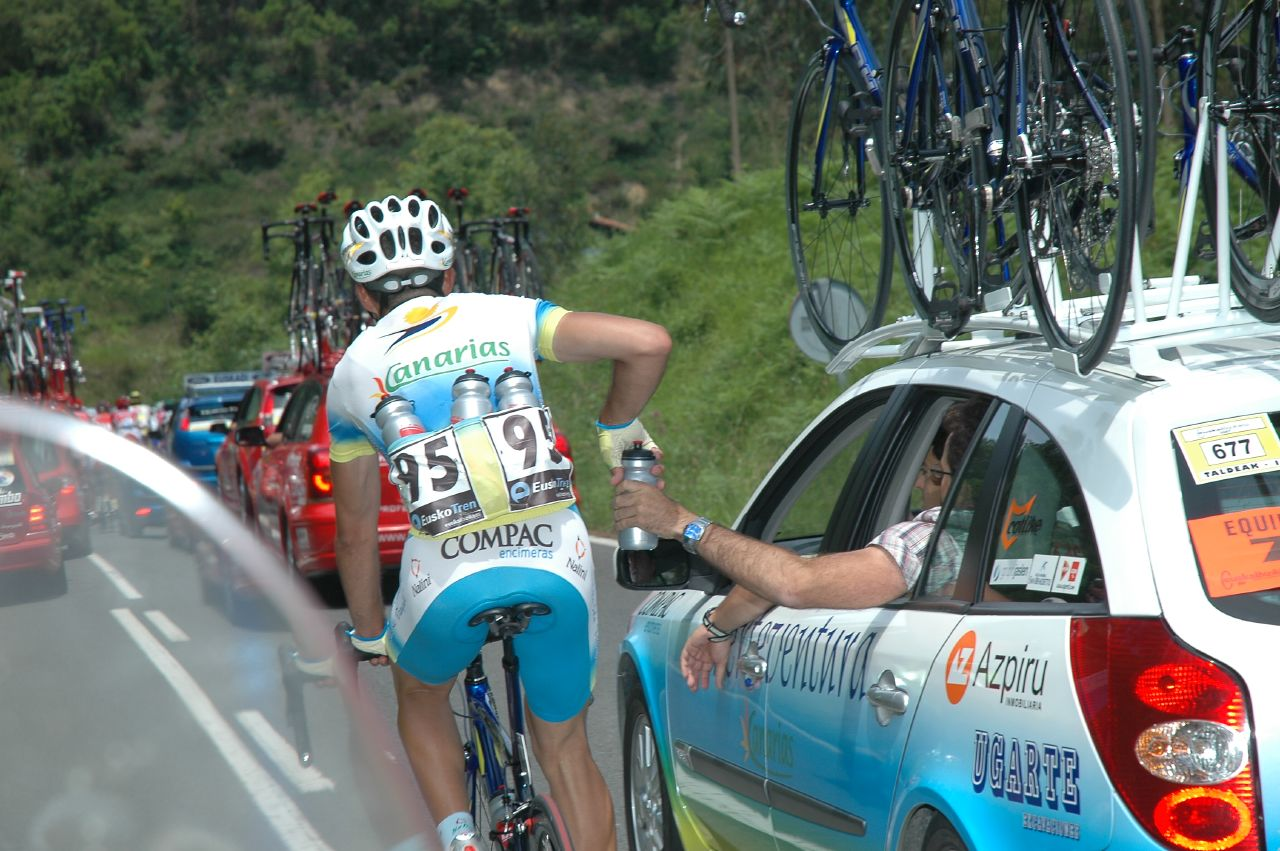
Javier Cherro Molina haalt als waterdrager drinkbussen bij de ploegwagen.

Een waterdrager is een knecht die zich tijdens de wedstrijd uit het peloton naar achteren laat zakken om bidons met water te halen voor zijn ploeggenoten. De kopman van een wielerploeg hoeft in principe alleen zelf drinkbussen te halen wanneer hij zonder ploeggenoten komt te zitten. Waterdragers proberen vaak zo veel mogelijk bidons ineens mee te nemen. Hierbij worden alle beschikbare zakken gebruikt, maar ook worden er meestal nog bidons in het shirt gestopt of er worden speciale rugzakken gebruikt.

## Knecht versus kopman

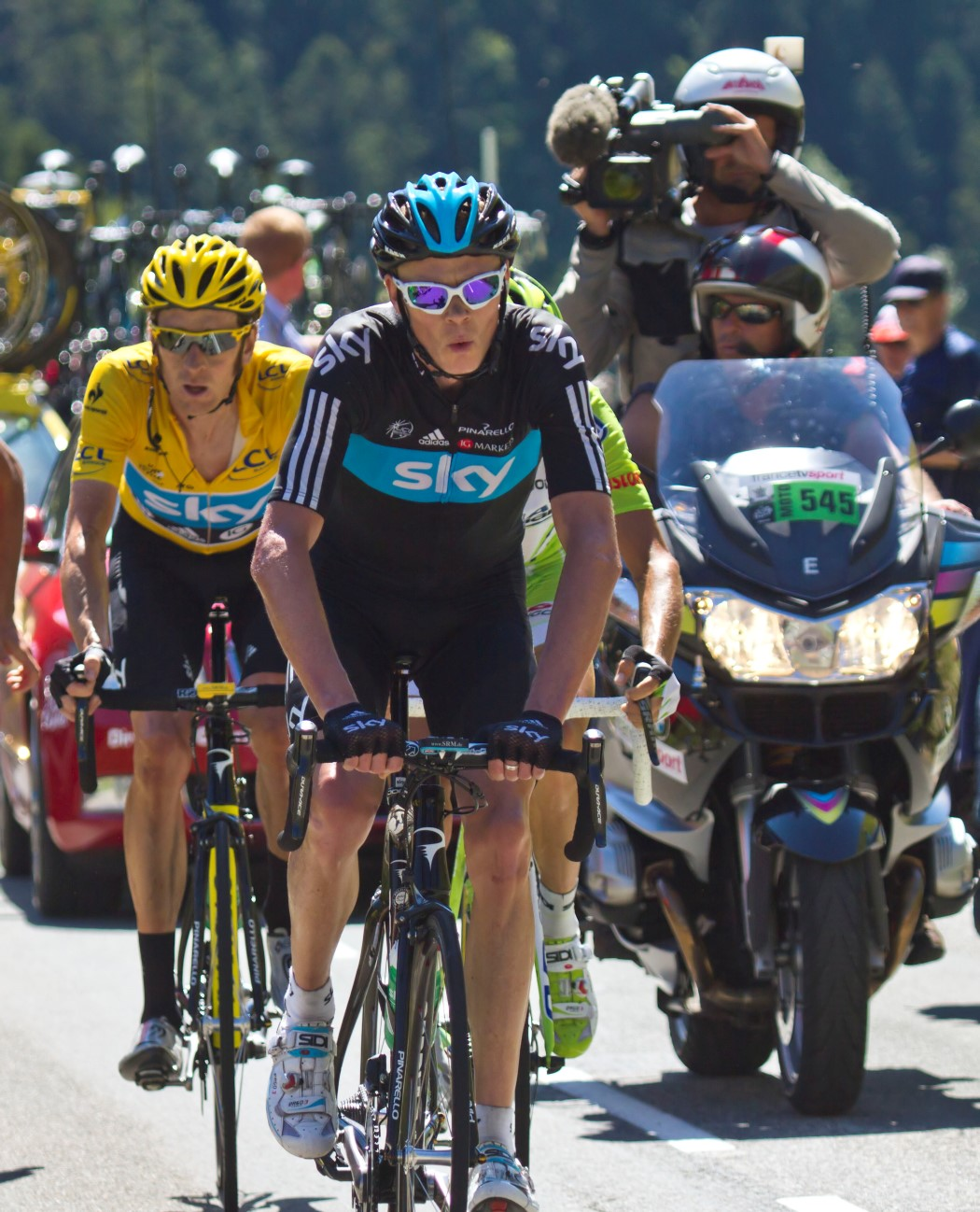
Chris Froome als knecht voor Bradley Wiggins (geel) in de Tour van 2012.

Soms is een (meester)knecht tijdens een wedstrijd zo goed, dat hij beter is dan zijn kopman. Dan kan hij ervoor kiezen om zich te schikken in zijn rol of om voor zijn eigen kans te rijden. Bekende voorbeelden zijn:
- Fausto Coppi verslaat zijn kopman Gino Bartali in de Ronde van Frankrijk 1949.
- Het verraad van Ronse: Kopman Rik Van Looy kon in 1963 in Ronse voor de derde keer wereldkampioen worden, maar zijn knecht Benoni Beheyt versloeg hem in de sprint.[1]
- In de Ronde van Frankrijk 1985 helpt knecht Greg LeMond kopman Bernard Hinault aan de eindzege. Een jaar later, in de Ronde van Frankrijk 1986 zijn de rollen omgedraaid, maar weigert Hinault om knecht te spelen; LeMond wint desondanks de Tour.
- Miguel Indurain wint als knecht van Pedro Delgado de Ronde van Frankrijk 1991.
- Knecht Jan Ullrich houdt in tijdens de slottijdrit van de Ronde van Frankrijk 1996 om zijn kopman Bjarne Riis niet te bedreigen.[2] Een jaar later wint Ullrich zelf de Tour.
- Tijdens de Ronde van Frankrijk 2012 lijkt knecht Chris Froome beter dan zijn kopman en moet inhouden voor Bradley Wiggins. Een jaar eerder, in de Ronde van Spanje 2011, is Froome ook knecht voor Wiggins, maar Wiggins kan de latere winnaar Cobo niet bijhouden en Froome krijgt te laat een vrije rol.[3]
- Chris Froome wordt op zijn beurt verslagen door meesterknecht Geraint Thomas in de Ronde van Frankrijk 2018.[4]
- Sepp Kuss rijdt in 2023 alle grote rondes als meesterknecht: de Giro wordt gewonnen door zijn kopman Primož Roglič, de Tour door kopman Jonas Vingegaard en Kuss wint de Vuelta voor zijn kopmannen, die tweede en derde worden.[5]